# Ectropoceros chelyodes
Ectropoceros chelyodes is een vlinder uit de familie van de echte motten (Tineidae). De wetenschappelijke naam van de soort werd als Tinea chelyodes in 1911 gepubliceerd door Edward Meyrick.